# Proces Tatar-Utnik-Nowicki
Uzasadnienie:  Oba artykuły dotyczą tego samego procesu

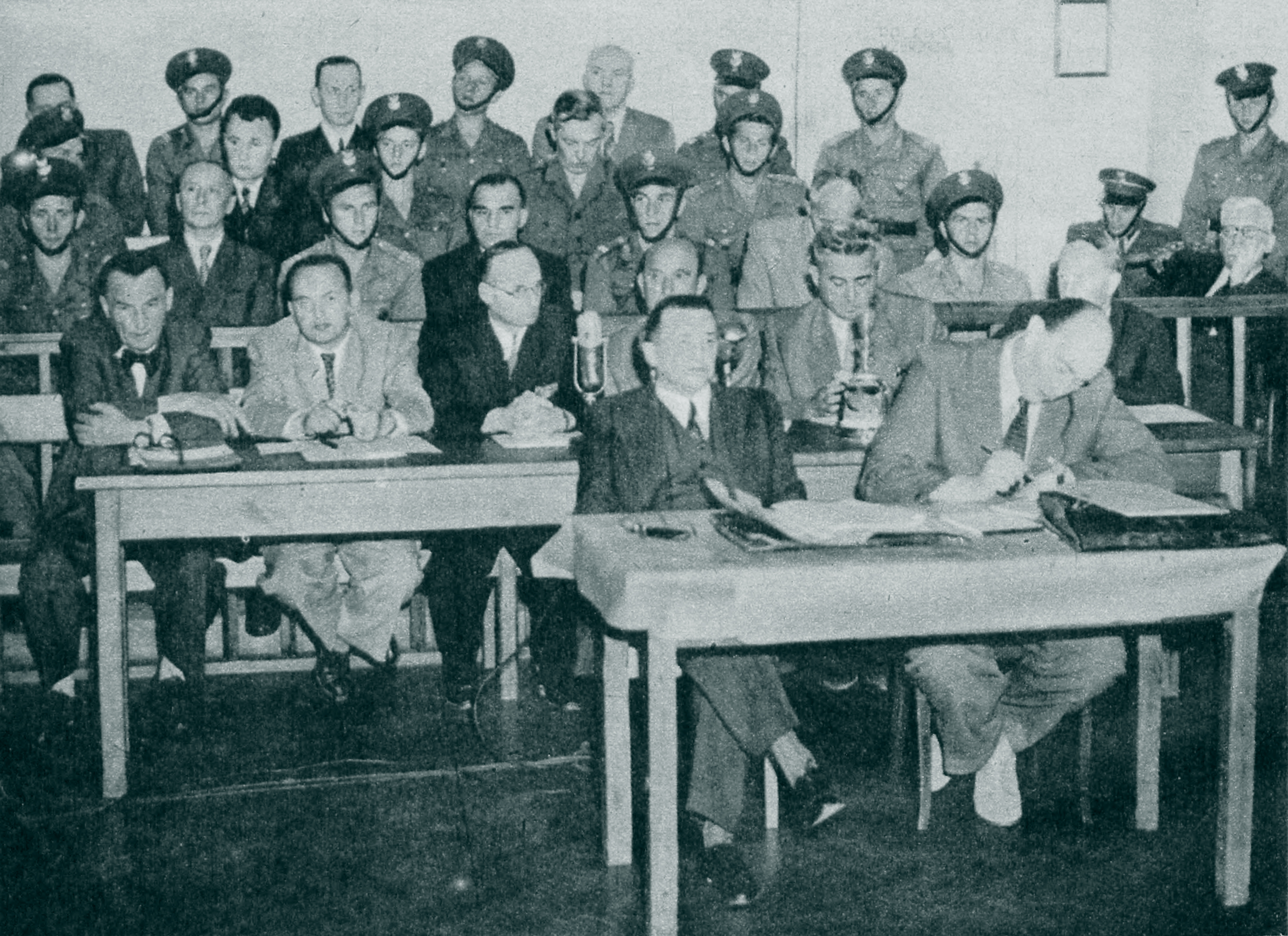
Oskarżeni i ich obrońcy podczas procesu

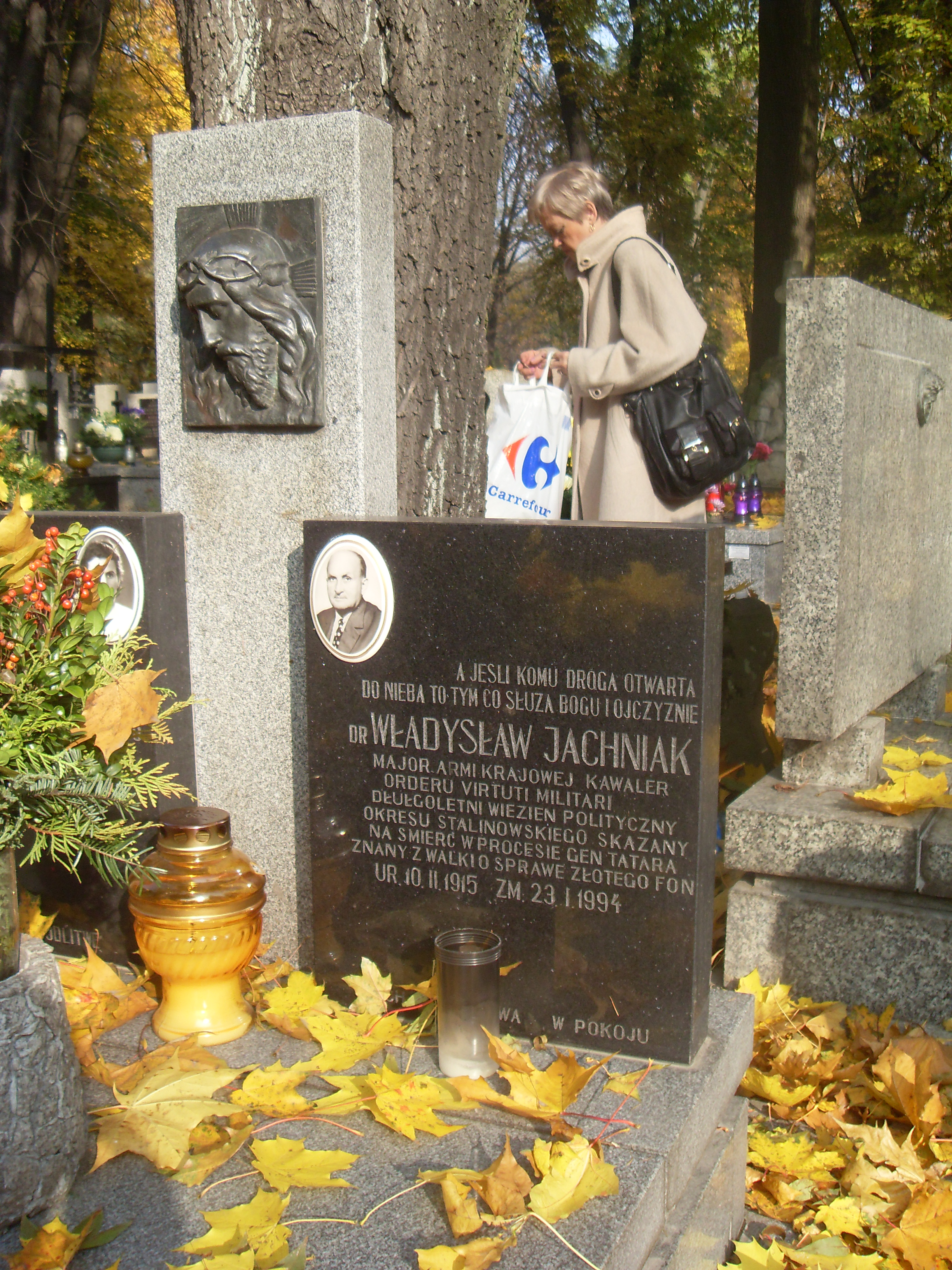
Grób dr. Władysława Jachniaka skazanego w procesie TUN na 15 lat, Cmentarz Rakowicki w Krakowie

Proces Tatar-Utnik-Nowicki, TUN – proces pokazowy generała Stanisława Tatara i pułkowników Mariana Utnika i Stanisława Nowickiego z oskarżenia GZI w 1951. Oskarżeni tworzyli wcześniej Komitet Trzech Funduszu Obrony Narodowej i w czerwcu 1947 przekazali aktywa funduszu przeznaczone na pomoc żołnierzom Armii Krajowej i ich rodzinom (350 kg złota oraz 2,5 miliona dolarów), wbrew woli Rządu RP na uchodźstwie, attaché wojskowemu ambasady PRL w Londynie – przedstawicielowi wywiadu wojskowego PRL. Komitet Trzech przekazał również wówczas do Warszawy przeszło pięćset teczek archiwalnych Oddziału VI Sztabu Naczelnego Wodza, narażając w ten sposób osoby występujące w dokumentach na policyjne represje ze strony komunistycznych organów bezpieczeństwa. Po przyjeździe do Polski wszyscy trzej zostali w 1949 aresztowani przez Informację Wojskową.
Wyrokiem Najwyższego Sądu Wojskowego w Warszawie z dnia 13 sierpnia 1951 (Sn. 6/51) utrzymanym w mocy postanowieniem Zgromadzenia Sędziów Najwyższego Sądu Wojskowego z dnia 18 października 1951 (Zg R 1/51) zostali skazani:
- generał brygady Stanisław Tatar na łączną karę dożywotniego więzienia z utratą praw publicznych i obywatelskich praw honorowych na okres pięciu lat i przepadek całego mienia na rzecz Skarbu Państwa;
- pułkownik Marian Utnik na łączną karę 15 lat więzienia z utratą praw publicznych i obywatelskich praw honorowych na okres pięciu lat i przepadek całego mienia na rzecz Skarbu Państwa;
- pułkownik Stanisław Nowicki na łączną karę 15 lat więzienia z utratą praw publicznych i obywatelskich praw honorowych na okres pięciu lat i przepadek całego mienia na rzecz Skarbu Państwa.

Począwszy od połowy 1953 do początku 1955 roku skazani składali prośby o ponowne zbadanie sprawy podając, że nie są winni przypisywanych im czynów, a wyjaśnienia i zeznania obciążające zostały na nich i świadkach wymuszone przez stosowanie niedopuszczalnych metod w śledztwie.
24 kwietnia 1956 naczelny prokurator wojskowy zwrócił się do Najwyższego Sądu Wojskowego z wnioskiem o wznowienie postępowania wobec wszystkich skazanych w tej sprawie.
Najwyższy Sąd Wojskowy 24 kwietnia 1956 uchylił orzeczenie skazujące, przekazując sprawę do ponownego rozpatrzenia po uzupełnieniu śledztwa. Czynności tych nie wykonano, bo 24 kwietnia 1956 śledztwo w tej sprawie zostało w Naczelnej Prokuraturze Wojskowej umorzone. W postanowieniu o umorzeniu śledztwa wydanym przez Naczelną Prokuraturę Wojskową przyznano, że wyjaśnienia skazanych i zeznania świadków dotyczące istnienia w ludowym Wojsku Polskim organizacji dywersyjno-szpiegowskiej i prowadzenia przez nią działalności nie odpowiadają prawdzie i zostały wymuszone niedopuszczalnymi metodami w postaci przymusu fizycznego i psychicznego oraz sugerowania zeznań.
20 października 1990 zastępca prokuratora generalnego Rzeczypospolitej Polskiej – naczelny prokurator wojskowy zmienił na korzyść wyżej wymienionych osób postanowienie z dnia 24 kwietnia 1956 przez przyjęcie, iż podstawą umorzenia jest stwierdzenie, że generał brygady Stanisław Tatar, pułkownik Marian Utnik i pułkownik Stanisław Nowicki nie popełnili zarzucanych im czynów.